# Monbach, Maisgraben und St. Leonhardquelle
Das Natur- und Landschaftsschutzgebiet Monbach, Maisgraben und St. Leonhardquelle  liegt in den baden-württembergischen Gemeinden Neuhausen im Enzkreis und Bad Liebenzell (Markung Möttlingen) im Landkreis Calw, es besteht aus zwei Teilgebieten.

## Kenndaten
Das Gebiet wurde mit Verordnung des Regierungspräsidiums Karlsruhe vom 14. Dezember 1988 als Natur- und Landschaftsschutzgebiet ausgewiesen. Das NSG wird unter der Schutzgebietsnummer 2.115 geführt, es ist rund 42 Hektar groß und liegt zu gleichen Teilen im Landkreis Calw und im Enzkreis. Das LSG hat zwei Nummern, 2.35.044 für den Bereich des Landkreises Calw (149,4 Hektar) und 2.36.042 für den 79,5 Hektar großen Teil, der im Enzkreis liegt. Der CDDA-Code für das Naturschutzgebiet lautet 164657 und entspricht der WDPA-ID. 

## Lage
Die Schutzgebiete liegen ungefähr in der Mitte zwischen den Orten Bad Liebenzell und Neuhausen und umfasst auf rund sieben Kilometer Länge die gesamte offene Flur des Talsystems Maisgraben und Monbach östlich der Straße Unterhaugstett-Neuhausen sowie die überwiegend bewaldete Schlucht bis zur Mündung in die Nagold.  
Das Naturschutzgebiet hat eine Größe von 42,0 ha. Als Ergänzungsraum dient das gleichnamige, 228,9 Hektar große Landschaftsschutzgebiet. Nordöstlich grenzt das Natur- und Landschaftsschutzgebiet an das 1.936 Hektar große Landschaftsschutzgebiet 2.36.041 Neuhausen-Biet. Das nördliche NSG Teilgebiet ist Teil des 1.902 Hektar großen FFH-Gebiets Nr. 7118-341 Würm-Nagold-Pforte während das südliche NSG Teilgebiet Anteil am 2.046 Hektar großen FFH-Gebiet Nr. 7218-341 Calwer Heckengäu hat.
Das Natur- und Landschaftsschutzgebiet liegt in den Naturräumen 122-Obere Gäue und 150-Schwarzwald-Randplatten innerhalb der naturräumlichen Haupteinheiten 12-Gäuplatten im Neckar- und Tauberland und 15-Schwarzwald.

## Schutzzweck
Schutzzweck ist sowohl die Erhaltung und Sicherung einer erdgeschichtlich einzigartigen Quellformation im Muschelkalk (St. Leonhardquelle) mit ihren typischen und artenreichen Tier- und Pflanzengesellschaften (Schilf und Seggengebiet, von Trollblumen-Bachdistelwiesen umgeben) als auch die Erhaltung und Sicherung der steilen, steinschuttreichen "Felsenmeer"-Hänge des Talgrundes und der Wasserkaskaden der Buntsandsteinschlucht des Monbaches mit ihrem artenreichen, zum Schlucht- und Hochstaudenwald überleitenden Farn-Tannen-Buchenwald. 